# Моравский музей
Моравский земский музей (чеш. Moravské zemské muzeum) — второй по величине и второй старейший музей в Чешской Республике, а также крупнейший и старейший музей в Моравии. Расположен в нескольких зданиях и имеет три отдела: исторический, естественнонаучный и художественный.

## История
Музей был основан 29 июля 1817 года в Брно указом императора Франца II (чеш. František I. Rakouský) под названием «Музей Кайзера Франца» (нем. Kaiser-Franz-Museum, чеш. Františkovo muzeum). К образованию музея приложили руку Христиан Карл Андре, Йозеф Ауэрсперг (нем. Josef Auersperg), Антонин Бедржих Митровски (нем. Anton Friedrich von Mittrowitz), а Гуго Франц цу Зальм-Райффершайдт (нем. Hugo Franz Altgraf zu Salm-Reifferscheidt) спонсировал покупку первого здания музея.
Под этим названием он действовал до 1900 года, когда музей был передан под управление Моравскому земскому собранию, и он приобрёл современное название.
Во время Второй мировой войны значительное количество экспонатов было перевезено в замок Микулов, и там, 22 апреля 1945 года, они сгорели вместе с замком.
В период с 1971 по 1990 год директором музея был известный чешский историк и нумизмат Иржи Сейбал (чеш. Jiří Sejbal).
Моравская галерея Брно была создана 1 апреля 1961 года на базе части художественной коллекции Музея прикладного искусства.

## Музей

### Коллекция музея
В настоящее время в коллекции более 6 миллионов единиц, касающихся различных естественных и социальных наук — антропология, доисторическая и средневековая археология, ботаника, геология, генетика, зоология, история, история театра, минералогия, музыковедение, палеонтология, энтомология, этнография. Наиболее известной ценностью является Вестоницкая Венера. Из соображений безопасности экспоната, в главном здании музея выставлена её полноразмерная копия.
Музей также занимается научно-исследовательской работой, организует выставки, лекции, проводит экскурсии, и ведет издательскую деятельность.

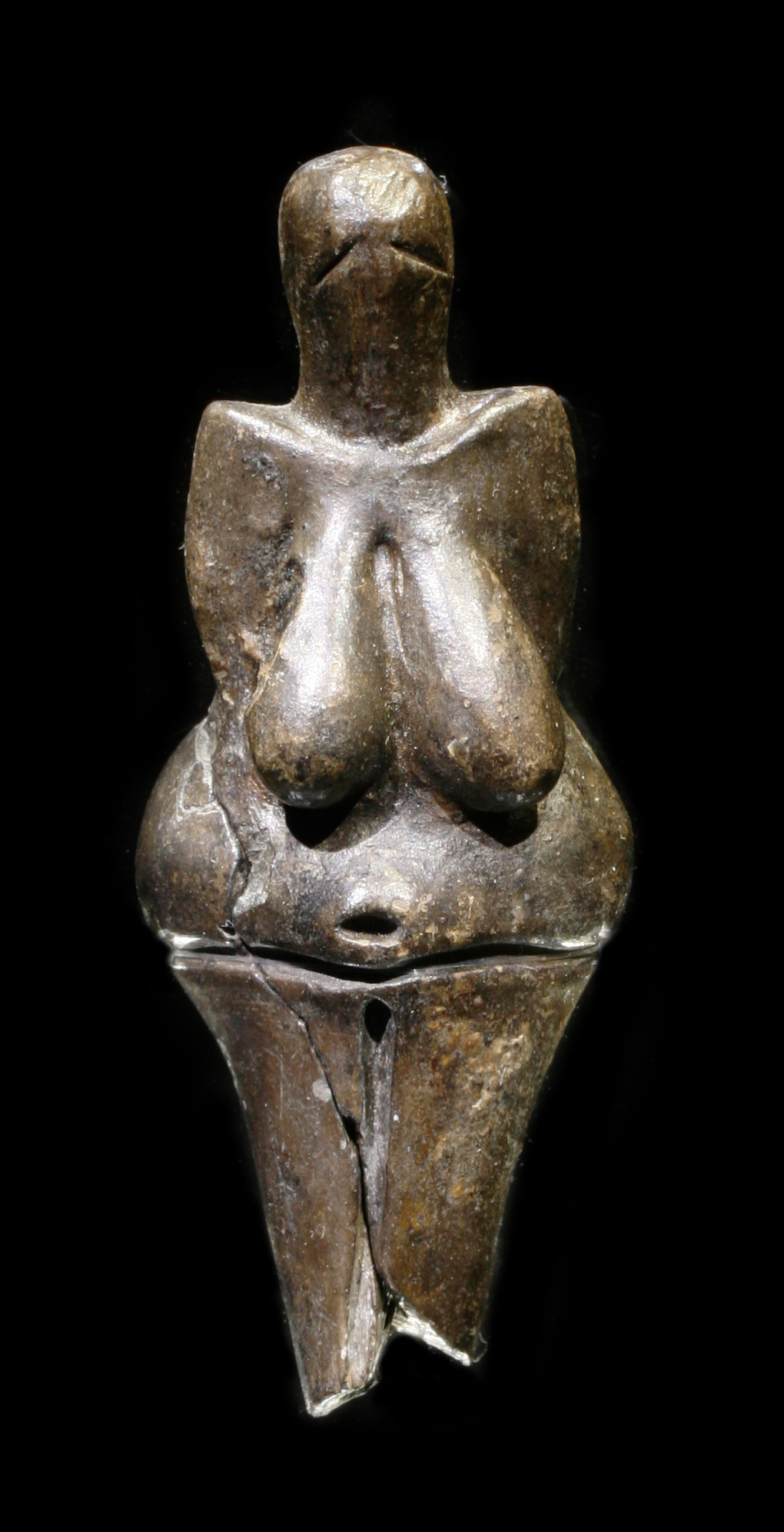
Вестоницкая Венера, керамика, 29-25 тысячелетие до н. э.
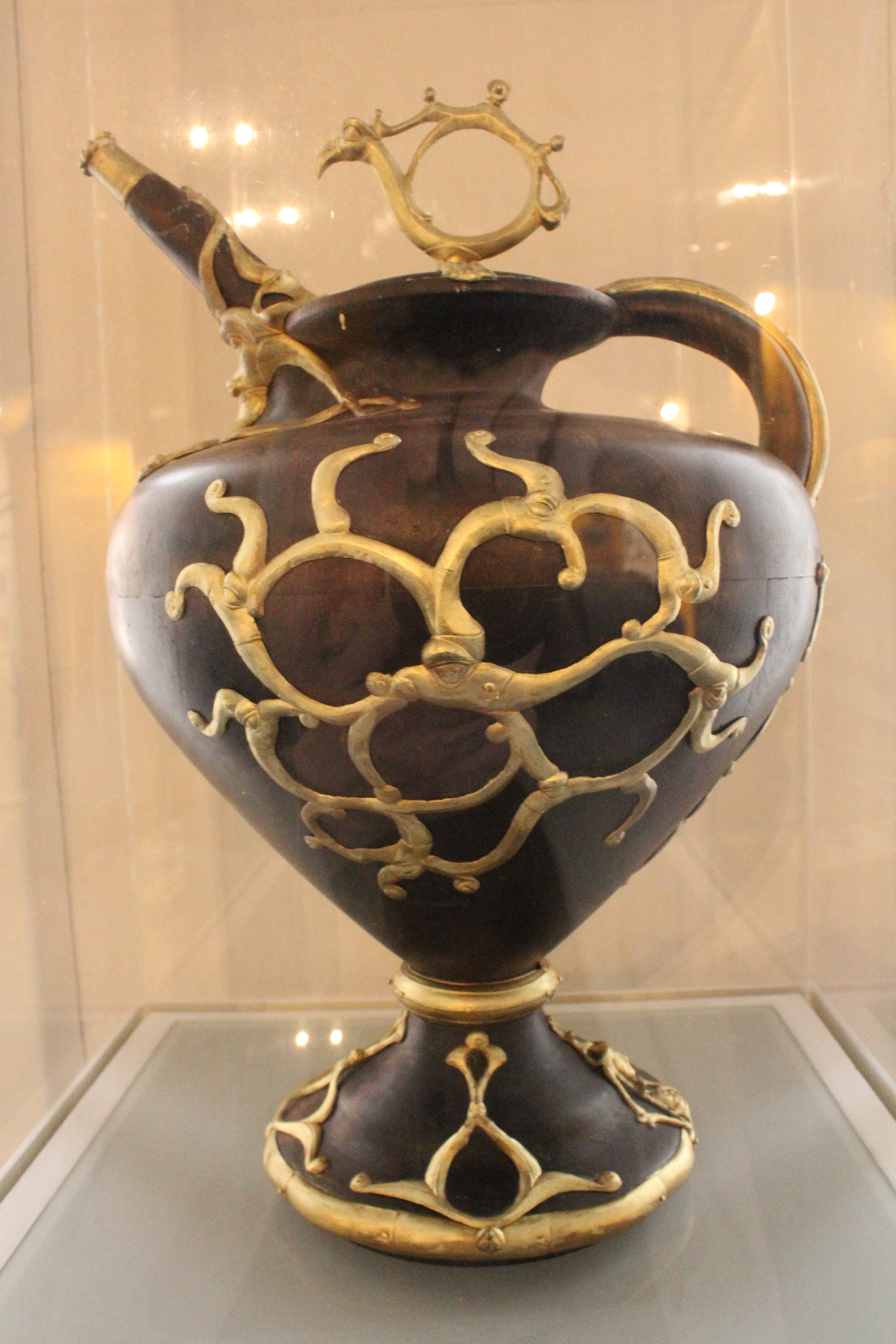
Кельтский сосуд из Брно-Маломержиц, бронза по дереву, реконструкция, III век до н.э. (?)
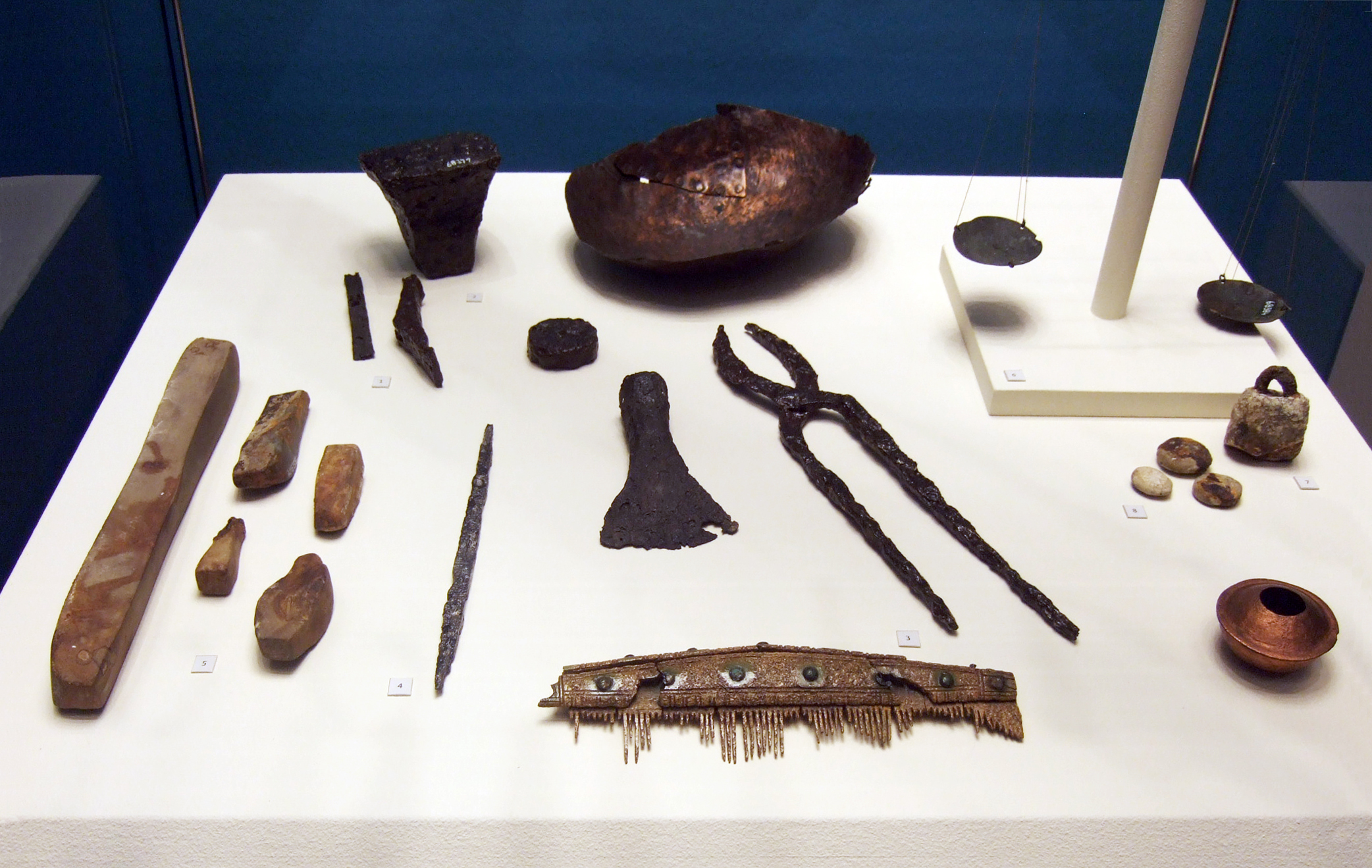
Инструменты из погребения лангобардского ювелира с Брно-Котлярска, VI век н.э.
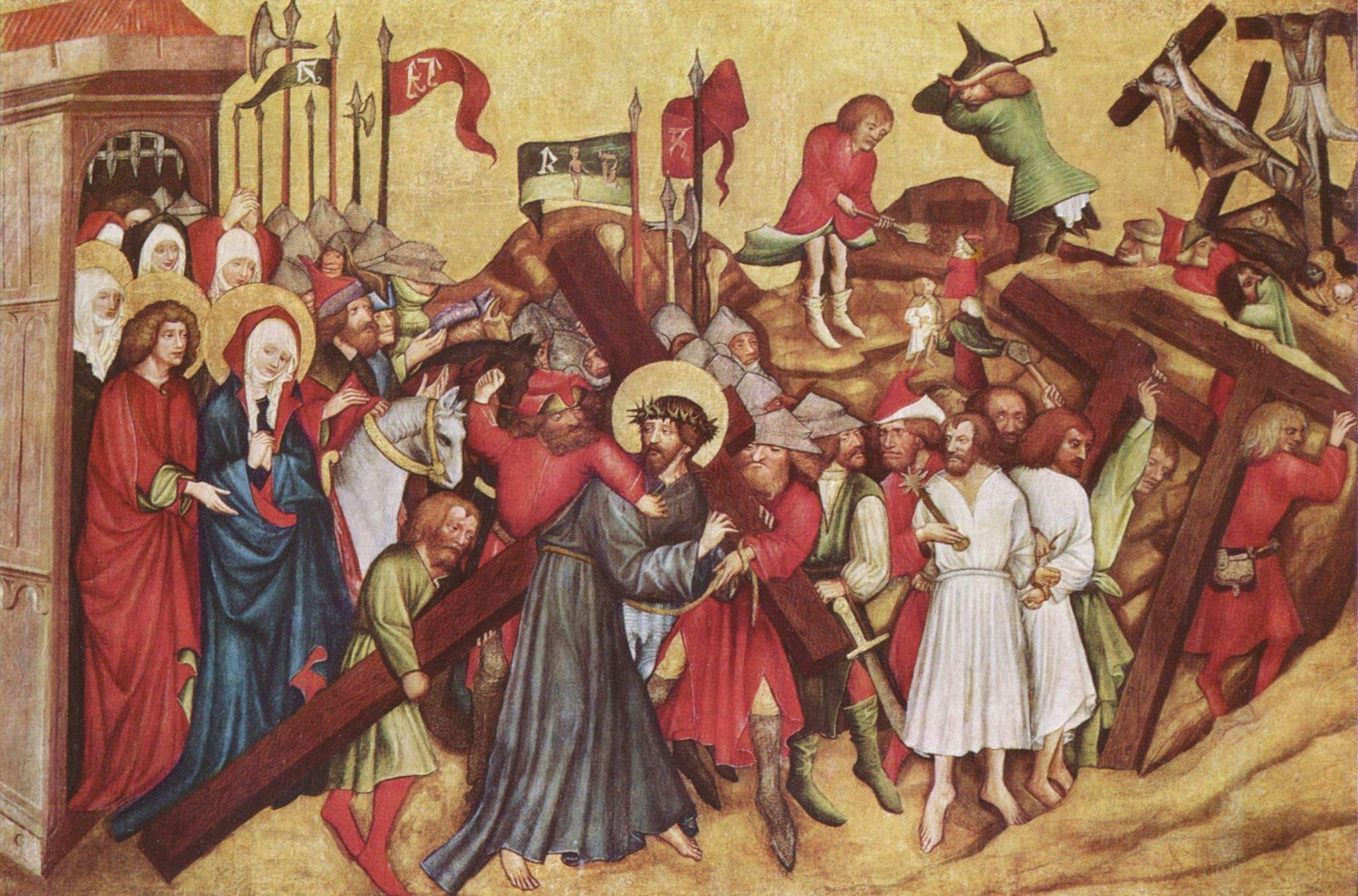
Мастер Райградского алтаря, Крестный путь Иисуса Христа, около 1420 года

### Здания и филиалы музея
Музею принадлежат несколько зданий в Брно и окрестностях. В Брно:
- Дворец Дитрихштейнов, главное здание.
- Епископский двор.
- Дворец дворянок.
- Павильон Антропос.
- Дом Леоша Яначека.
- Дом Иржи Груши.

Дворец Дитрихштейнов, главное здание, вид со Старой Ратуши
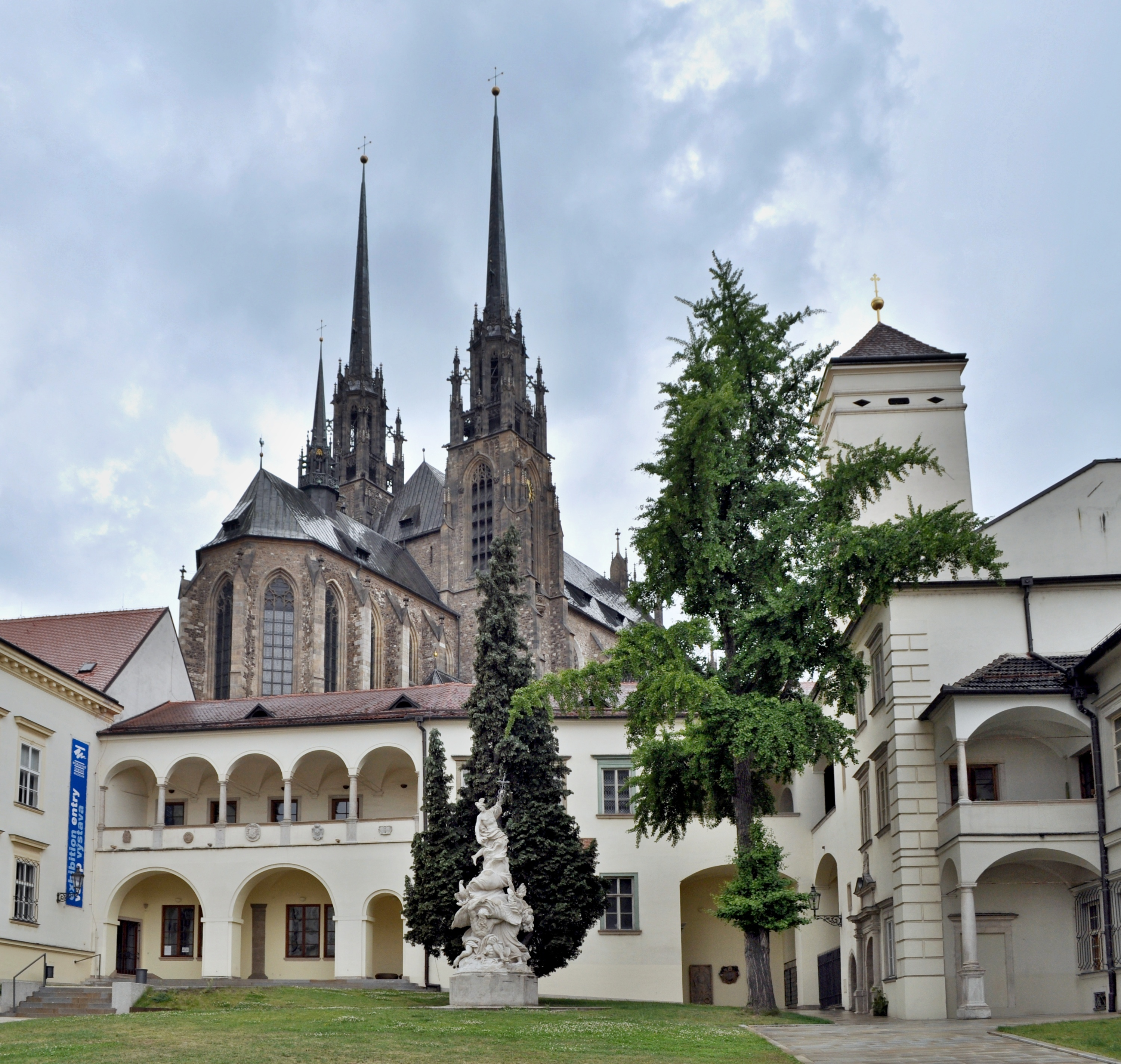
Епископский двор
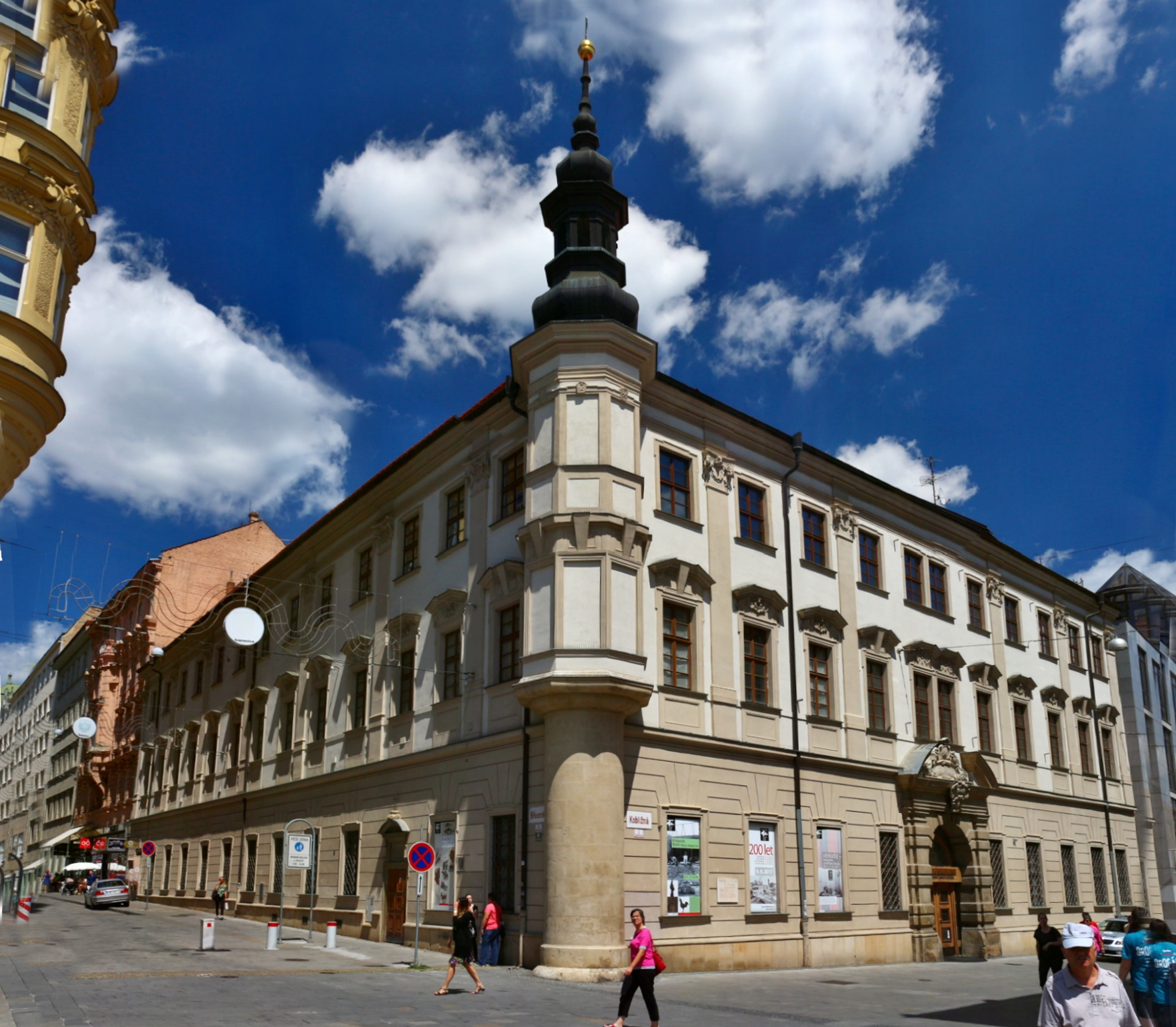
Дворец дворянок
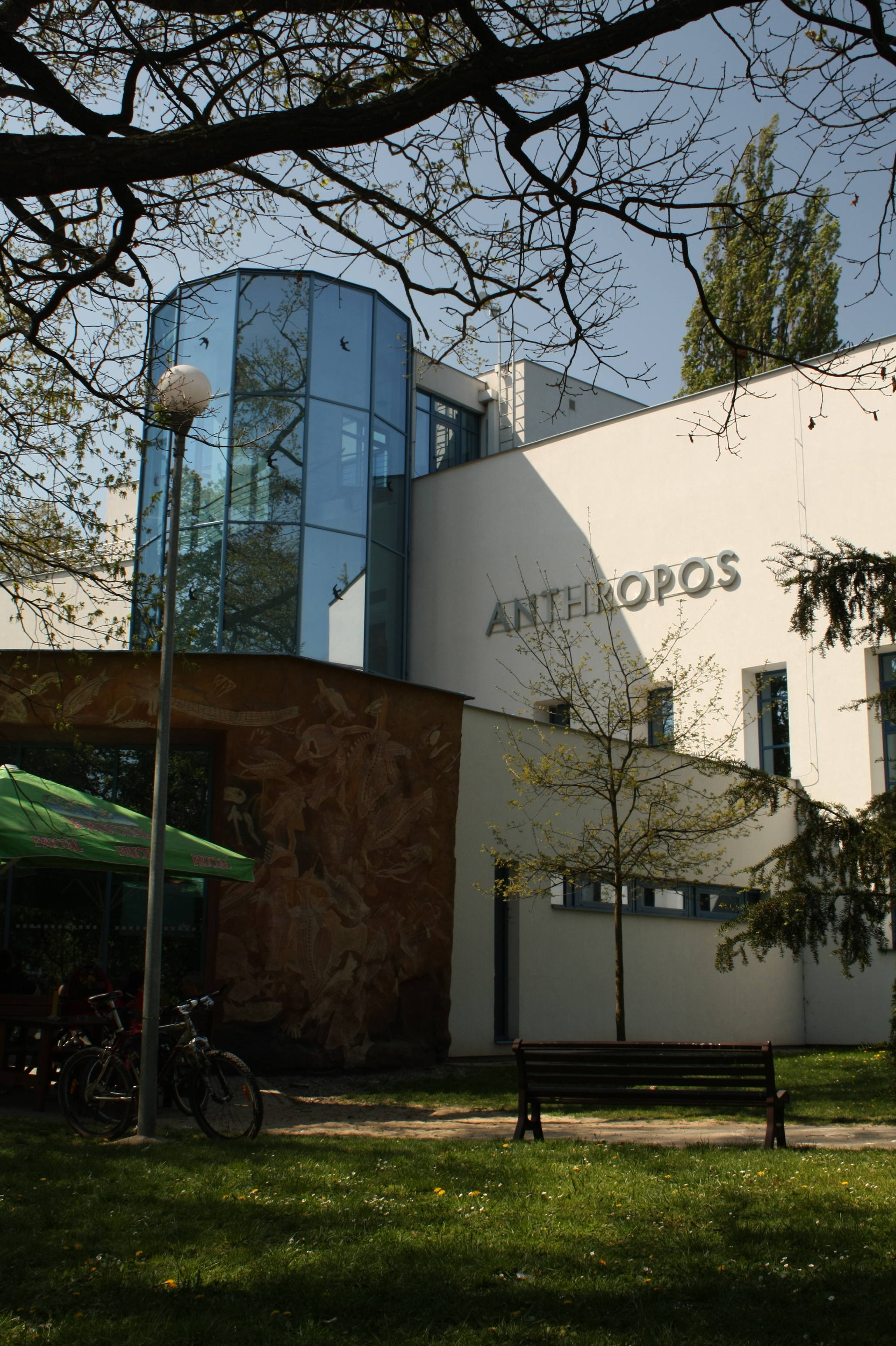
Павильон Антропос
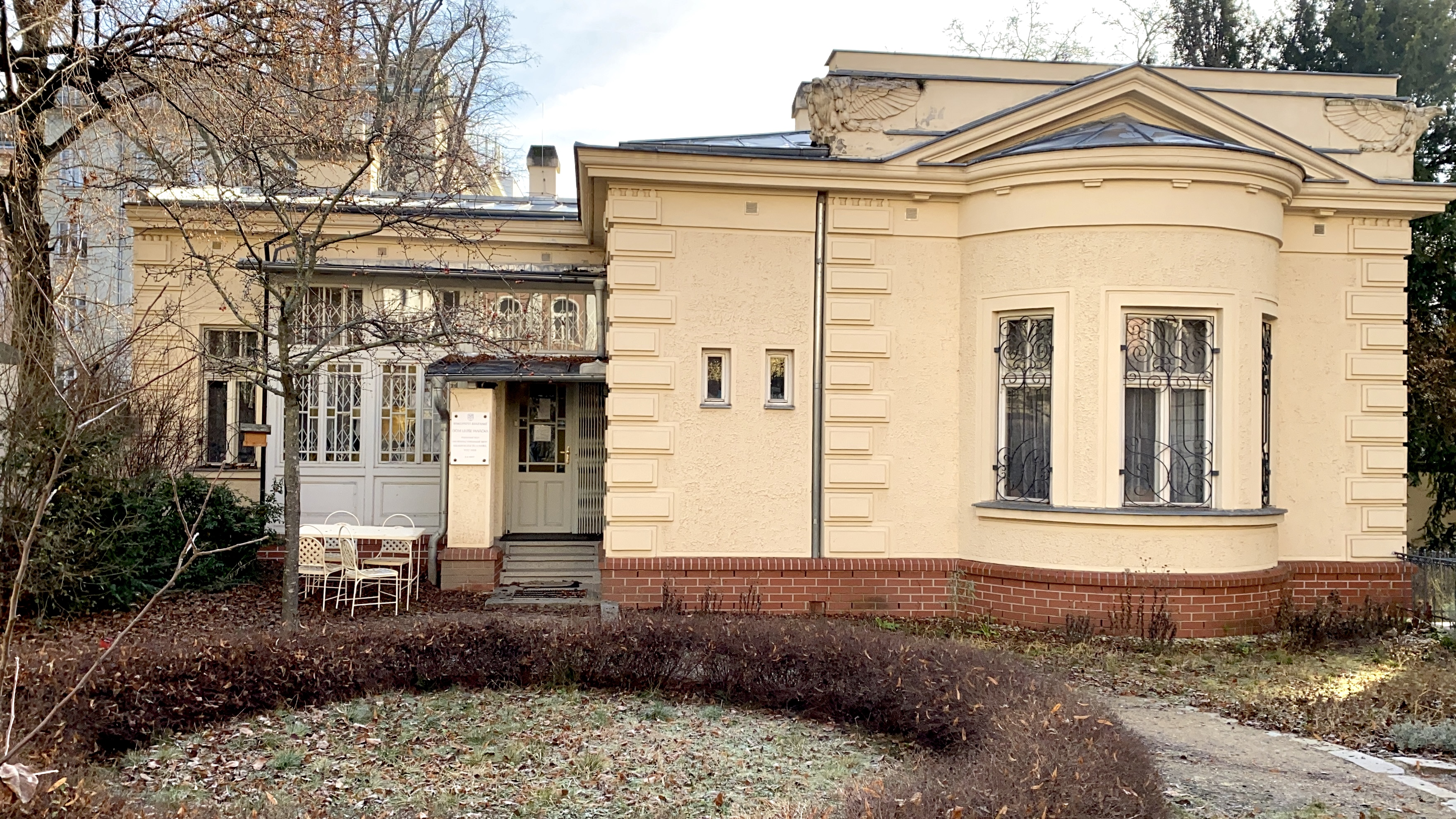
Дом Леоша Яначека

В окрестностях Брно:
- Музей Кралицкой Библии — типография Чешских братьев XVI века и экспозиция, посвящённая жизни Яна Амоса Коменского.
- Замок в Евишовице (этнографическая экспозиция народной мебели, кухонное помещение замка, археологическая коллекция Франтишека Вильдомца, региональная историко-археологическая экспозиция, выставка музыкальных инструментов и выставка наскальных рисунков).
- Замок в Будишове (зоологическое музейное хранилище).
- Замок в Моравце.
- Центр славянской археологии в Угерске-Градиште.

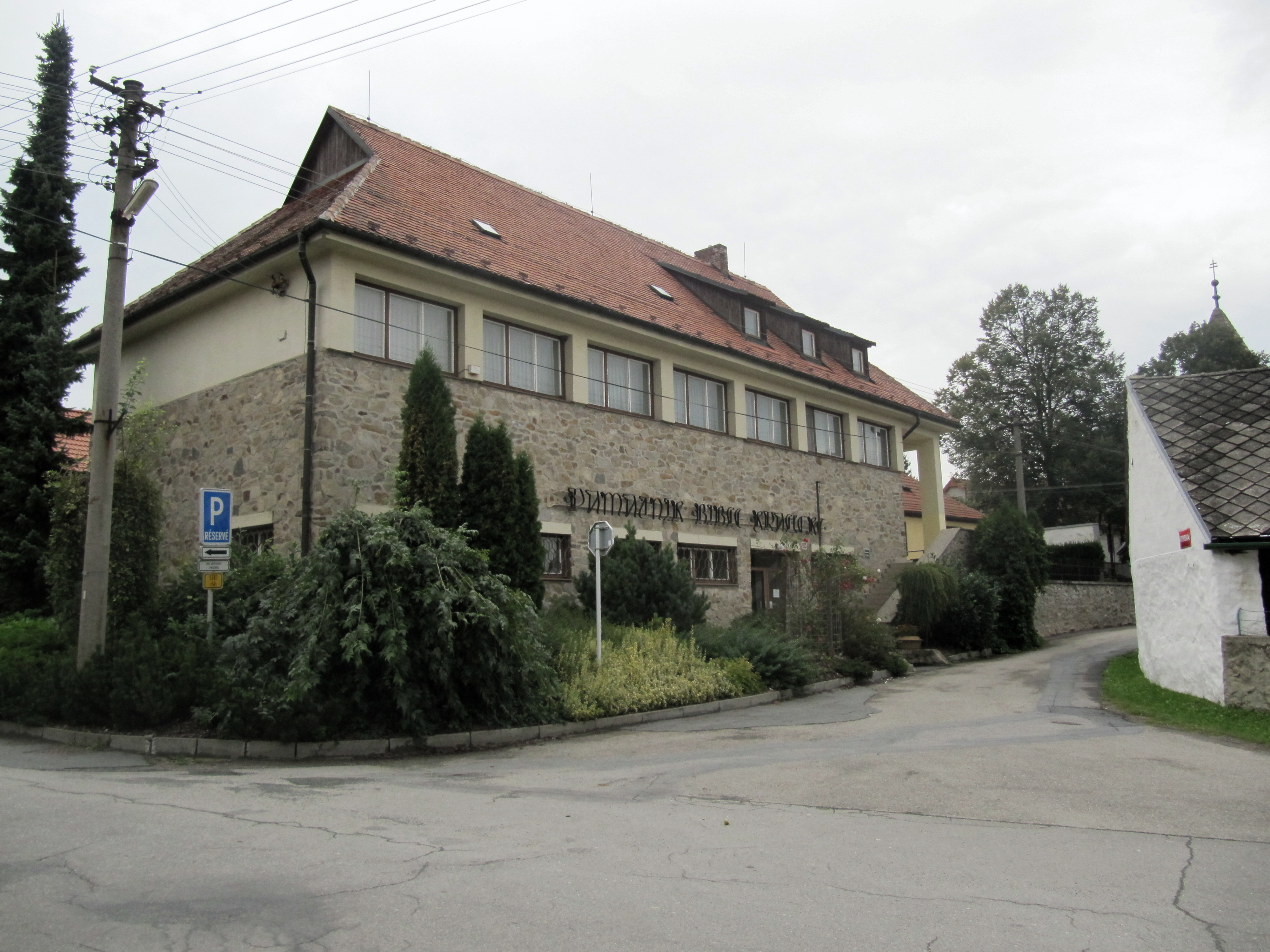
Музей Кралицкой Библии
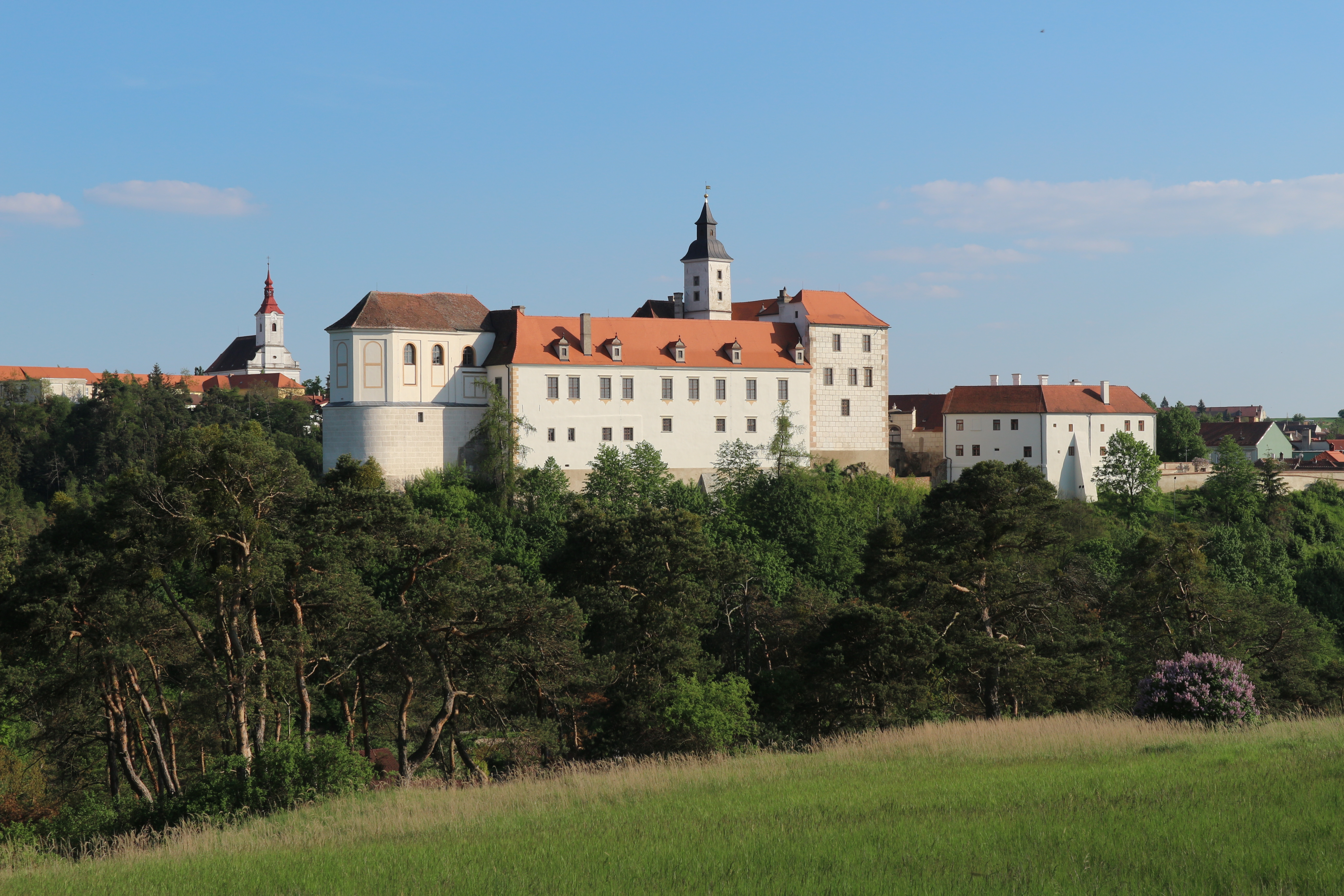
Замок в Евишовице
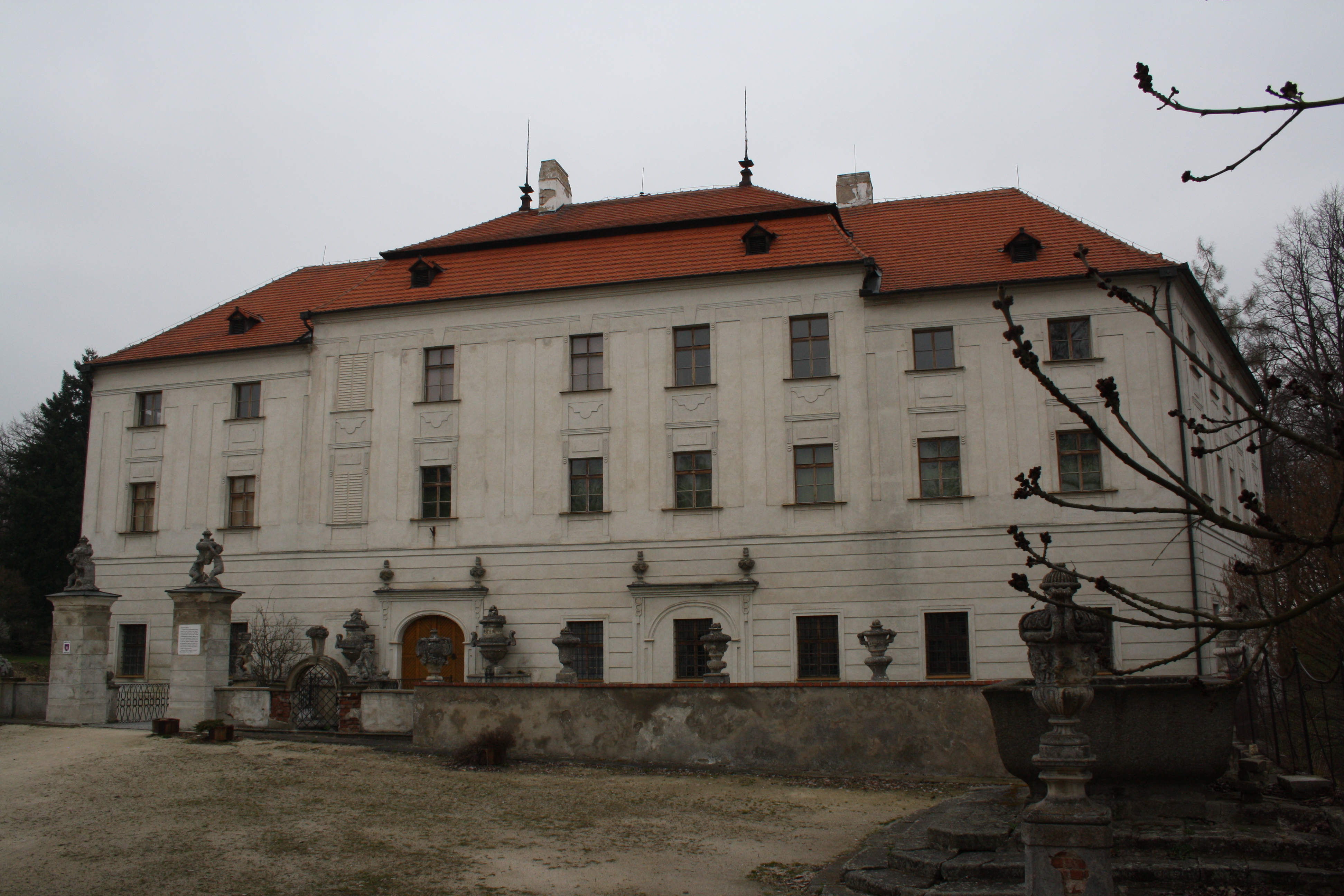
Замок в Будишове
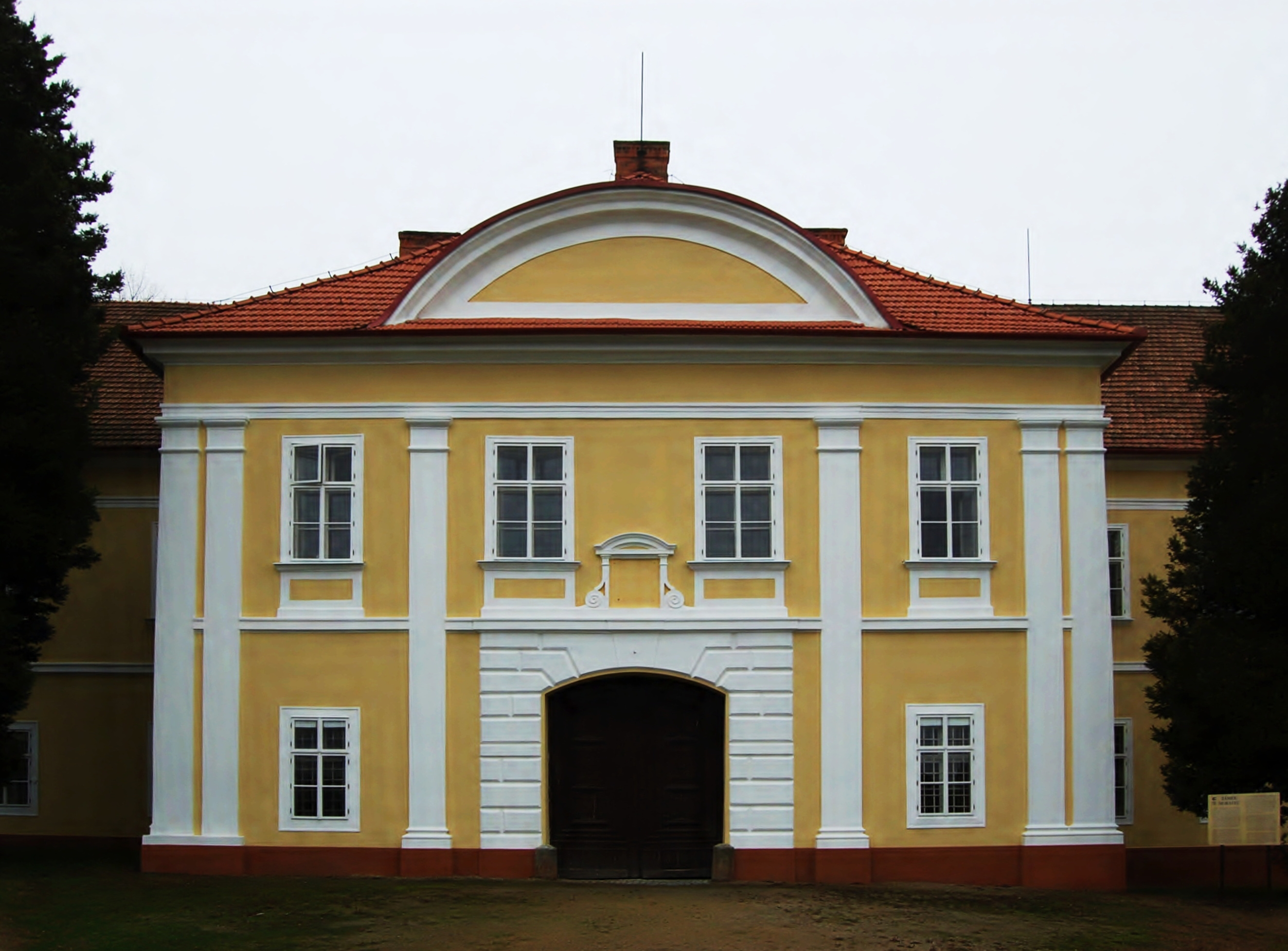
Замок в Моравце
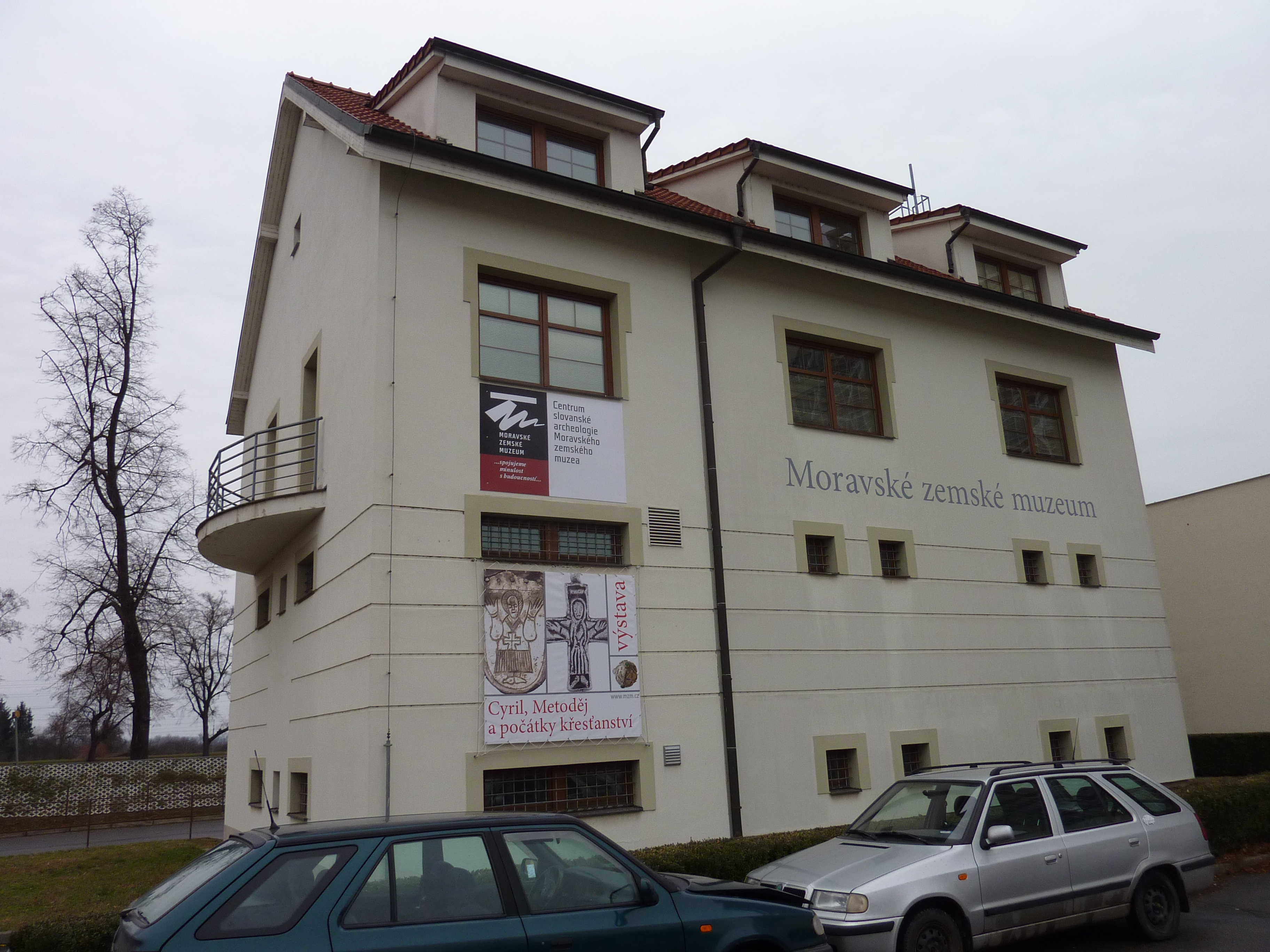
Центр славянской археологии в Угерске-Градиште